# Stakčínska Roztoka
Stakčínska Roztoka és un poble i municipi d'Eslovàquia. Es troba a la regió de Prešov, al nord del país.

## Història
La primera referència escrita de la vila data del 1574.

## Demografia
| Godina             | 1994 | 2004   | 2014   | 2024    |
| ------------------ | ---- | ------ | ------ | ------- |
| Nombre de persones | 325  | 335    | 333    | 274     |
| Diferència         |      | +3,07% | −0,59% | −17,71% |

| Godina             | 2023 | 2024   |
| ------------------ | ---- | ------ |
| Nombre de persones | 277  | 274    |
| Diferència         |      | −1,08% |